# Bruno Cornillet
Bruno Cornillet (Lamballe, 8 de febrero de 1963) es un ciclista francés, que fue profesional entre 1984 y 1995. Durante su carrera deportiva destacan las victorias al Gran Premio de Plouay de 1990 y la Vuelta en la Comunidad Valenciana de 1984.

## Palmarés
- 1980 
  - Campeón de Francia de contrarreloj por equipos júnior
- 1981 
  - Campeón de Francia de contrarreloj por equipos júnior
- 1982 
  - Campeón de Francia de contrarreloj por equipos amateur
- 1983 
  - Campeón de Francia de contrarreloj por equipos amateur
- 1984 
  - 1.º en la Vuelta a la Comunidad Valenciana y vencedor de una etapa
- 1985 
  - Vencedor de una etapa de la París-Bourges
- 1986 
  - Campeón de Francia de puntuación 
  - 1.º en la Châteauroux-Limoges
  - Vencedor de una etapa del Tour de Romandía
  - Vencedor de una etapa de la Coors Classic
- 1987 
  - Vencedor de una etapa del Critérium del Dauphiné
  - Vencedor de una etapa de la Vuelta a Suecia
- 1989 
  - Vencedor de una etapa de la París-Niza
  - Vencedor de una etapa de la Vuelta en Suecia
- 1990 
  - 1.º en el Gran Premio de Plouay
  - Vencedor de una etapa de la Tour de Irlanda
  - Vencedor de una etapa del Tour de Limousin
- 1991 
  - 1.º en A Travers le Morbihan
  - 1.º en el Circuito de la Sarthe y vencedor de 2 etapas
- 1992 
  - 1.º en el Tour de Vendée
- 1993 
  - 1.º en la París-Bourges

### Resultados al Tour de Francia
- 1986. Fuera de control (18.ª etapa)
- 1987. 37.º de la clasificación general
- 1988. Abandona (11.ª etapa)
- 1989. 14.º de la clasificación general
- 1990. 39º de la clasificación general
- 1991. 54.º de la clasificación general
- 1992. Abandona (7.ª etapa)
- 1993. 48.º de la clasificación general
- 1994.. Abandona (2.ª etapa)
- 1995.. 115.º de la clasificación general

### Resultados al Giro de Italia
- 1992. 10.º de la clasificación general